# L'Homme nouveau (cycle littéraire)
 (décembre 2020).
L'Homme nouveau est un cycle de quatre romans publié par le romancier français Roger Vailland entre 1950 et 1955.
Roger Vailland, un des romanciers français en vue des années 1950, décrit dans ce cycle l'engagement d'un individu dans un projet collectif. C'est la période où il milite avec les communistes comme compagnon de route, puis comme membre du PCF à partir de 1952, où très souvent il sera sur le terrain avec les militants, où sa vie personnelle sera, à nouveau depuis la Résistance, en phase avec un projet collectif,.
L'auteur est heureux, milite et écrit des récits de voyages, des essais et surtout des romans qui sont à l'image de sa vie, mais représentent aussi, malgré leur caractère engagé, « partisan » (il se veut aussi écrivain au service du peuple), des œuvres majeures dans la production romanesque française de l'époque. L'écriture chez lui commence souvent de la même façon, comme il le précise dans la revue Arts du 26 février 1964 : « J’ai commencé d’avoir envie d’écrire un roman et je suis devenu, comme d’habitude, extrêmement attentif à tout ce qui m’entoure. Pour moi, c’est toujours le premier symptôme. » Ce bonheur, il le définit d'une phrase dans une œuvre posthume, Les Hommes nus : « Eygurande est heureux ; ce matin il a été tout entier les gestes qu'il accomplissait. »
En 1945, il avait écrit dans son roman Drôle de jeu : « Nous allons changer la face du monde, ouvrir le cocon où frémit déjà L’Homme Nouveau. » Cet « homme nouveau » comme il le nomme, il va le chercher jusqu'en 1956, où les événements historiques lui montreront qu'il était trop optimiste, comme il le note lui-même dans ses Écrits intimes.

## Présentation générale
Pendant cette période, Roger Vailland a écrit quatre romans. Les deux premiers sont publiés en 1950-1951, les deux suivants en 1954-1955. Dans l'intervalle, Vailland continue à écrire, non des romans mais une pièce de théâtre et deux essais et voyage beaucoup, en particulier en Égypte et en Indonésie, d'où il tirera des récits.

### Ouvrages de la période
Romans
- 1950 : Bon pied, bon œil, Éditions Corrêa, Paris, 1950, 240 p. On y retrouve après la guerre Rodrigue et Marat, les deux héros de Drôle de jeu.
- 1951 : Un jeune homme seul, Roman, Éditions Corrêa, Paris, 1951, 253 p, Bernard Grasset, Cahiers rouges. Œuvre en deux parties mettant en scène Eugène-Marie Favard, jeune homme qui étouffe dans un milieu bourgeois et l’homme mûr confronté pendant la guerre à sa solitude et à sa libération par le sacrifice.
- 1954 : Beau Masque, Éditions Gallimard, Paris, 1954, 335 p. Bernard Grasset, Cahiers rouges. La vie des ouvriers d’une usine de la vallée de l’Albarine, le destin de Beau Masque et de Pierrette Amable dans la grève et la lutte qui les oppose à la direction de l’usine.
- 1955 : 325.000 francs[6], Éditions Corrêa, Paris, 1955, 264 p. Éditions LGF, 1963. Le destin de Bernard Busard qui tente de sortir tout seul de sa condition ouvrière.

Autres ouvrages
- 1951 : Boroboudour, récit de son voyage en Indonésie, Éditions Corrêa ;
- 1952 : deux récits de voyage ; Le colonel Foster plaidera coupable, pièce en cinq actes, les Éditeurs réunis, Paris, 1952, Grasset, 1973, et Choses vues en Égypte, récit de son voyage en Égypte, Éditions Défense de la Paix, Gallimard, 1981[7] ;
- 1953 : deux essais : Expérience du drame, Éditions Corrêa Buchet-Chastel, et Laclos par lui-même, Éditions du Seuil.

### Parcours de l'auteur de 1950 à 1955
Cet « homme nouveau » dont parle Roger Vailland — qu’il appelle aussi souvent le Bolchevik — naît avec la fin de la guerre, après la publication de Drôle de jeu (1945). Pour Vailland, sa lutte dans la Résistance représente une renaissance : en prenant le nom de guerre du révolutionnaire Marat, son personnage de François Lamballe parvient enfin à se débarrasser de son passé.
Après une période difficile à Paris, Vailland veut faire de même. En décembre 1950, il quitte Sceaux, où ses amis les Meyenbourg lui offrent l’hospitalité depuis 1947, divorce d’avec sa première femme Andrée Blavette, qu'il appelle Boule, rompt avec ses anciens amis et le milieu parisien, se libère pour un temps de l’emprise de la drogue. C’est un « homme nouveau » qui s’installe dans un coin de campagne du département de l’Ain, aux Allymes, sur les hauteurs d’Ambérieu-en-Bugey, dans une maison prêtée par son ami André Ulmann, avec sa nouvelle compagne Élisabeth Naldi, qu’il surnomme Lisina.
À cette époque, Vailland a une vie fort agitée. En 1950, il séjourne chez Curzio Malaparte en Italie, sur l’île de Capri. Il achève son roman Bon pied, bon œil, et un essai sur le Vatican, Le Saint Empire, qui ne sera publié qu’en 1978, à titre posthume.
En 1951, il voyage en Indonésie puis à son retour, au printemps 1951, s’installe aux Allymes, à la Grange-aux-Loups, puis il écrit son nouveau roman, Un jeune homme seul, et retrace son voyage en Indonésie dans Boroboudour, Bali, Java et autres îles.
L'année suivante, il se rend en Égypte pour écrire des reportages et un livre sur la situation du pays politiquement instable et enjeu de pouvoir entre l’Est et l’Ouest. Il veut en avoir le cœur net sans toutefois être dupe, écrivant à sa femme Elisabeth le 18 août 1952 : « J’en ai marre qu’on me raconte des histoires politiques sur un pays qui n’est pas le mien et dans lequel je n’ai pas de rôle actif à jouer. »
Il arrive dans un pays en plein effervescence. Le roi Farouk vient d’être renversé mais rien n’est joué et chacun pense au devenir du canal de Suez. Vailland est rapidement pris dans ce tourbillon, prend des risques, est mis aux arrêts, jeté dans un camion enchaîné à un fellah et finit sur le ciment nu d’une prison. Il garde de l’Égypte des images d’écrivain sur la beauté du pays, écrivant dans son récit : « …vert tendre des jeunes rizières, jaune lumineux des grosses fleurs de coton, vert profond des champs de canne à sucre, » mais aussi une vision de journaliste sur la situation locale, « La vallée du Nil est le plus riche jardin du monde et le fellah le plus misérable jardinier. »
Il voyage ensuite en Italie, où il écrit sa pièce Le colonel Foster plaidera coupable. En 1953, il écrit deux essais, Expérience du drame et Laclos par lui-même. En 1954, il épouse enfin Elisabeth Naldi, avec laquelle il s’installe à Meillonnas dans le Revermont, près de Bourg-en-Bresse. Il publie son roman Beau masque, écrit un spectacle présenté au Vélodrome d'Hiver, Batailles, pour les cinquante ans du journal L'Humanité, ainsi que le scénario de Bel-Ami d'après le roman de Maupassant ; le film réalisé par Louis Daquin est interdit et ne sera diffusé qu’en 1957 dans une version tronquée.
En 1955, il part en reportages dans les pays d'Europe de l’Est puis à son retour écrit 325.000 francs.

« Voilà des années bien remplies, qui sont aussi marquée par son adhésion officielle au Parti Communiste, qu’il envoya directement à Jacques Duclos alors emprisonné. Le détonateur, c’est la pièce de théâtre qu’il écrit alors en réaction contre l’impérialisme américain et la guerre de Corée : Le colonel Foster plaidera coupable qu’il écrit dans la foulée, sous le coup de la fureur et de l’indignation lors d’un séjour sur l’île de Capri où il est hébergé par l’écrivain Malaparte. En pleine guerre de Corée, sa pièce colle à l’actualité : elle se passe dans ce pays en guerre où des individus qui n’auraient jamais dû se rencontrer finissent par se rencontrer : Jimmy qui meurt au combat sans trop savoir pourquoi, sans bien savoir ce qu’il était venu faire dans ce foutu pays, Marsan un communiste condamné à mort et qui veut envers et contre tout, croire encore au bonheur, et le colonel Foster traversé par des pensées contradictoires, dont le cœur se révulse à l’idée de cautionner des crimes de guerre. Sa pièce antimilitariste, jouée le 16 mai 1952 au théâtre de l’Ambigu, est interdite par arrêté préfectoral dès sa première représentation. Vailland en est ulcéré et conforté dans sa lutte contre une quatrième république décidément trop pusillanime et trop soumise aux Américains. »

[réf. nécessaire]
Entre voyages, reportages et écriture de romans, Vailland traque toujours l’homme nouveau, soucieux de s’améliorer pour lui ressembler, s’approcher de son idéal, mais il n’oublie pas l’homme de qualité, et même à cette époque, poursuit sa réflexion à travers son essai Laclos par lui-même, où il présente Les Liaisons dangereuses à travers l’itinéraire biographique de Choderlos de Laclos.

## DeBon pied, bon œilàUn jeune homme seul

### Bon pied, bon œil
Bon pied, bon œil : mes adieux à la culture bourgeoise, écrit Roger Vailland dans ses Écrits intimes le 24 mars 1950. Et il ajoute : « Ma position relativement en marge pendant ce deuxième "entre-deux-guerres" (...) n'est plus tenable aujourd'hui. Dans les circonstances actuelles, il n'est plus possible pour moi comme pour toi d'écrire autrement que dans une perspective communiste. » 
Dans son œuvre, l’homme nouveau émerge dès son troisième roman Bon pied, bon œil où Marat-Lamballe, le héros de Drôle de jeu s’efface peu à peu, rejeté par l’évolution, à contre sens de l’Histoire en marche, au profit de ‘Rodrigue’, jeune communiste dynamique et dévoué qui prend de plus en plus d’importance dans le parti. Il est emprisonné, inculpé abusivement pour atteinte à la sûreté de l’état mais il s’en sort et profite de son séjour en prison pour étudier l’histoire, pour parfaire sa culture.
Ses liens avec sa compagne Antoinette se distendent, elle s’efface peu à peu de sa vie tandis qu’il trouve l’amour avec son avocate. Il a de la chance, il marche dans le sens de l’Histoire. C’est la figure charismatique de l’homme nouveau qui représente l’avenir face à Marat et à Antoinette sur laquelle le sort semble s’acharner. Rodrigue a tout pour lui, travailleur acharné et conquérant, toujours disponible, il a vraiment ‘bon pied et bon œil’, contrairement à Marat qui boîte depuis un accident et à Antoinette, son ancienne compagne qui rejoindra finalement Marat dans son repaire, borgne depuis une séance musclée dans un poste de police. Marat finira par se retirer de la vie politique, de la vie parisienne, partir dans sa maison lozérienne dans la solitude des hauts plateaux de l’Aubrac pour aller à la pêche taquiner la truite.
Il agit en fait comme Roger Vailland qui quittera aussi tout ce qui faisait sa vie avant la guerre pour aller s’installer dans un hameau du Bugey avec sa future femme Élisabeth Naldi, dite Lisina.

### Un jeune homme seul

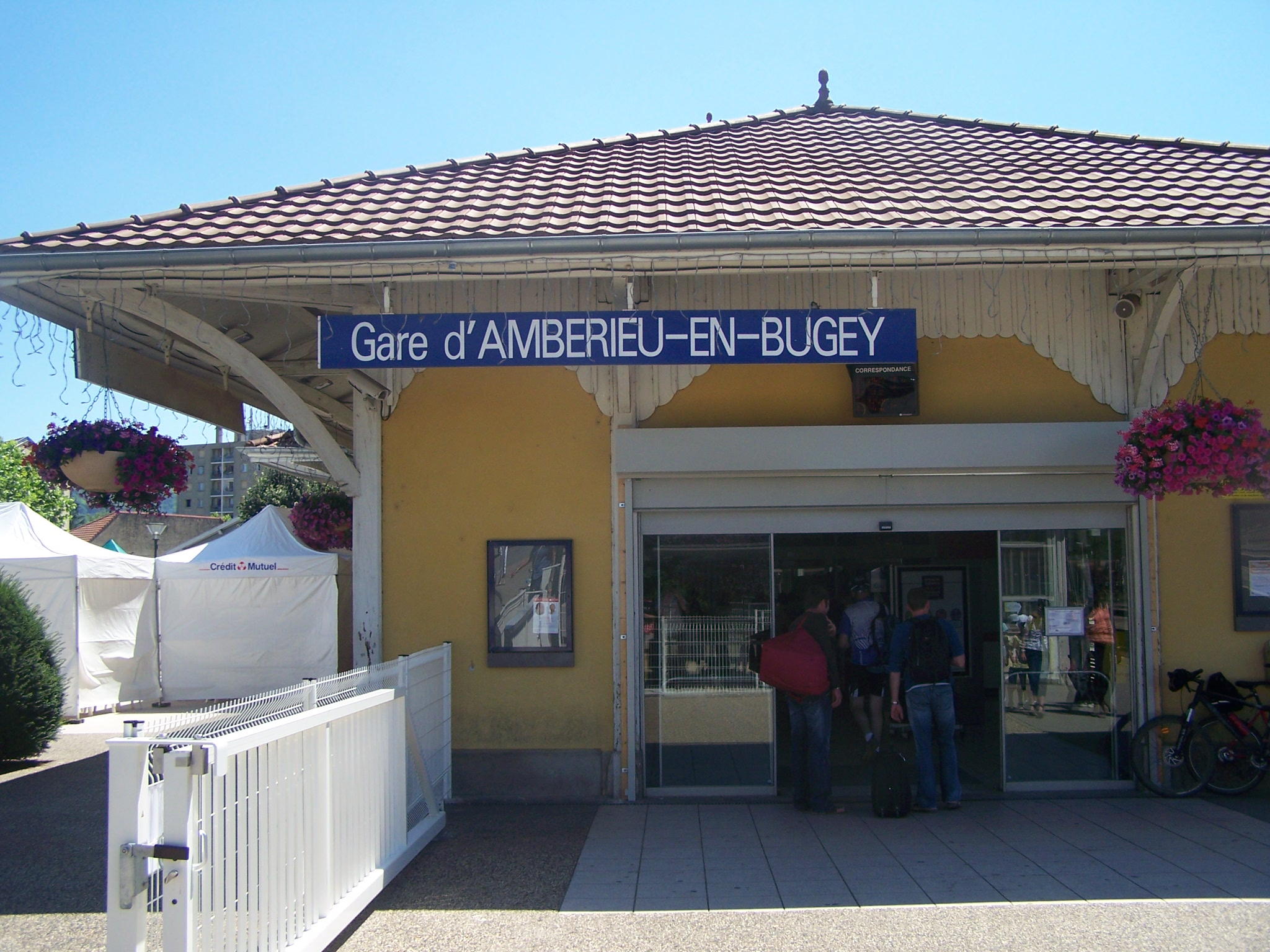
La gare d'Ambérieu

Dans le roman suivant, Un jeune homme seul, un homme, Eugène-Marie Favard, atteint sa rédemption dans la mort en retrouvant son honneur et en rejoignant la communauté des hommes et de la Résistance dans son sacrifice. C’est aussi l’histoire d’une prise de conscience d’un homme dont la jeunesse marquée par une mentalité étriquée d’un milieu petit-bourgeois, ressemble fort à celle qu’a vécue Vailland pendant sa jeunesse rémoise. Au mariage de son oncle, le jeune Favard, élève de seconde en 1923, découvre le fossé qui sépare la vie à Reims, milieu compassé dans une maison particulière et la vie à Paris chez sa grand-mère, qui sépare aussi la façon de vivre et les mentalités. On dit parfois que Vailland est entré en politique comme sa sœur voulait entrer dans les ordres. N’a-t-il pas parlé aux Allymes de « couvent laïc » ?
Pendant la guerre, en 1943, il est ingénieur aux chemins de fer, chef de dépôt à Sainte-Marie-des-Anges, - la gare d'Ambérieu-en-Bugey- habite une jolie maison mais porte toujours le poids de son isolement. Favard va supporter la défaite et l’occupation comme une malédiction, une punition qu’il faut bien accepter. Quand il prendra conscience de l’inanité de son comportement, de son aliénation, confronté à la police de Vichy qui enquête sur l’un de ses amis saboteur, il trouvera sa rédemption, mènera un combat personnel pour rejoindre dans la mort le combat collectif. Roman largement autobiographique donc, également dans la seconde partie où le chef de dépôt Eugène-Marie Favard, s’engage dans la Résistance et choisit l’héroïsme pour se sauver du désespoir et de l'alcool.
- Voir aussi :

- le livre de Francis Pornon, Un homme seul, sur les pas de Roger Vailland, Éditions Paroles d'Aube, 117 pages, 1995,  (ISBN 2909096343)
- Un jeune homme seul, téléfilm de Jean Mailland, 1974

## DeBeau Masqueà325.000 francs

### Beau Masque

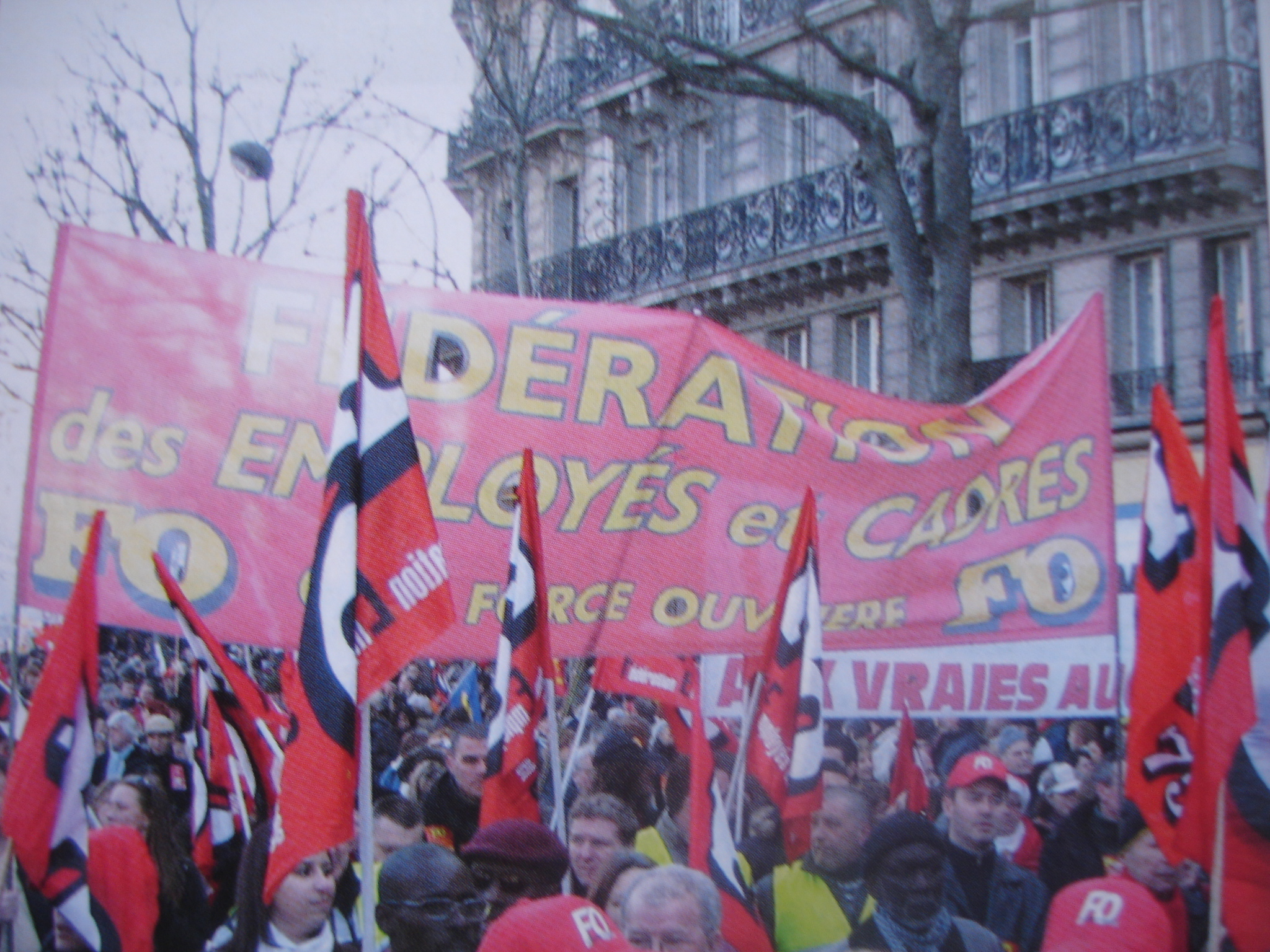
manifestation syndicale

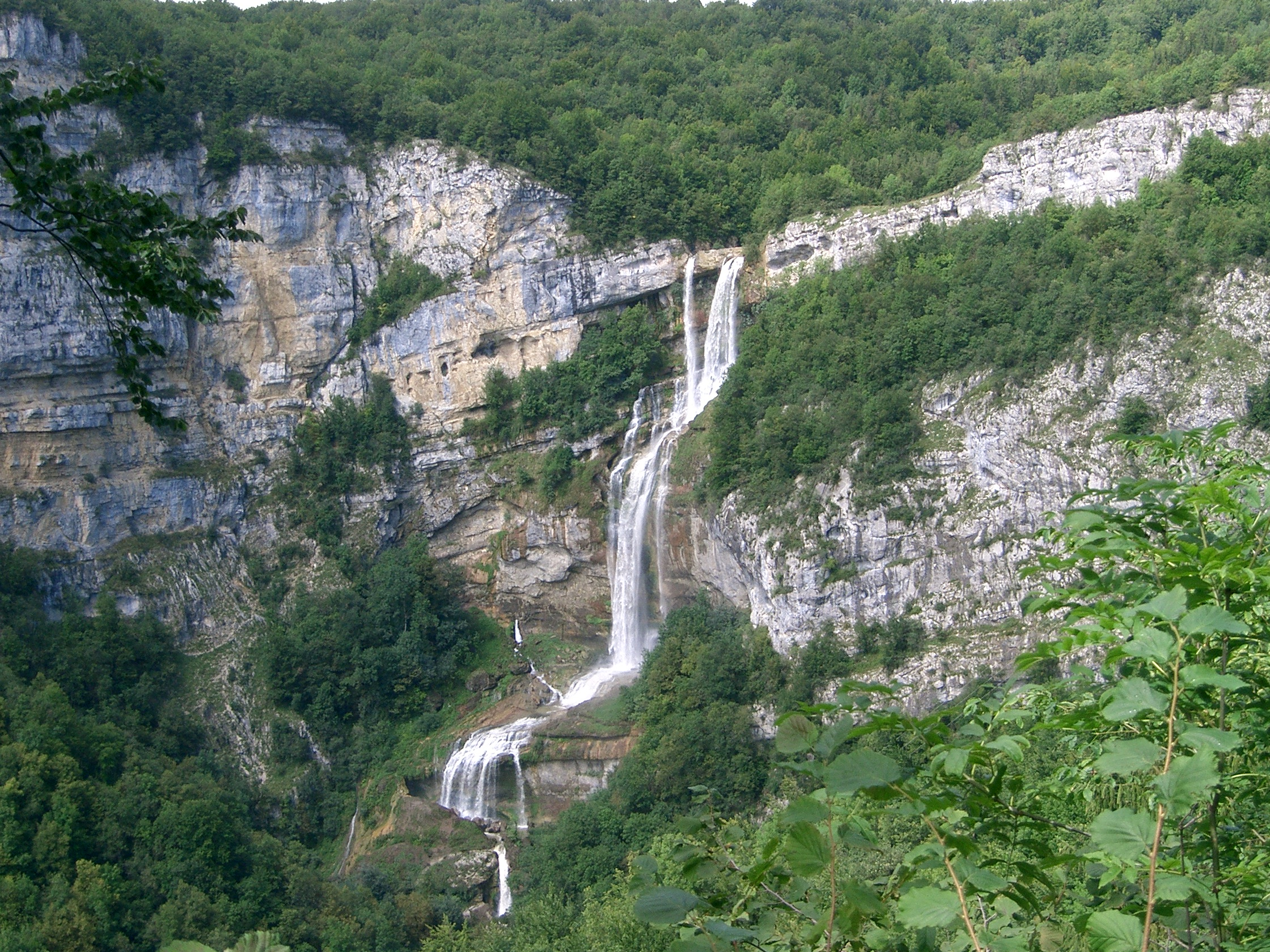
Chutes de l'Albarine

Voici la présentation que fait lui-même Roger Vailland des prémices de son roman : « Au retour d'une longue croisière [...], je m'étais installé, pour écrire le récit de mon voyage, dans un village de montagne, entre Savoie et Jura, La Grange-aux-Vents. Je me crus davantage à l'écart du monde et des batailles qui s'y livrent, que dans les îlots de l'océan Indien, d'où je revenais. Rien ne pouvait me faire pressentir le drame qui était en train de se nouer dans une vallée toute proche, qui devait éclater six mois plus tard, dont les échos allaient retentir dans le monde entier et à la Grange-aux-Vents, et qui fait l'objet de ce récit. »
Après ce voyage en Indonésie, il emménage au printemps 1951 avec Elisabeth Naldi qu’il a rencontrée à la fin de l’année 1949, à La Grange aux Loups dans une maison du hameau des Allymes sur les hauteurs d’Ambérieu-en-Bugey, loin du milieu parisien. Aux Allymes, il découvre la vie quotidienne des paysans du village et des ouvriers de la vallée de l’Albarine, il milite, fréquente les cheminots d’Ambérieu-en-Bugey, milieu de cheminots qui sert de cadre à la première partie de son roman Un jeune homme seul, suit les meetings et les campagnes électorales avec son ami, le député communiste Henri Bourbon, se lance dans une série de reportages sur l’industrie textile à Saint-Rambert-en-Bugey et la vallée de l’Albarine, d’où naîtra Beau masque et la figure de la femme nouvelle, Pierrette Amable, sans doute le plus représentatif des romans qu’il écrit à cette époque.
Beau masque  passe pour être le credo de Roger Vailland, l’œuvre la plus représentative de cette période, une œuvre écrite dans le feu de l’action après une série de reportages dans ce coin du Bugey où il réside alors. On peut compulser les articles publiés dans plusieurs journaux, découvrir les protagonistes de son roman, retrouver son héroïne Pierrette Amable sous les traits de Marie-Louise Mercandino, la vallée de l’Albarine vouée au textile, la lutte magnifique des ouvriers et des ouvrières de Saint-Rambert-en-Bugey.
Brusquement, Vailland abandonne ses reportages, s’isole comme il le fait souvent quand il tient son sujet, quand il est capable de visualiser parfaitement les scènes qu’il va ensuite retranscrire. Quelque part dans l'est de la France, un italien séduisant, qui s’appelle en réalité Belmaschio mais dont on a francisé le nom en Beau Masque, qui a fui l’Italie à cause d’ennuis avec la police lui reprochant d’avoir liquidé deux collaborateurs pendant la guerre et d’avoir été l’instigateur d’une grève, est devenu ramasseur de lait pour la coopérative du Clusot. Pierrette Amable est ouvrière dans une usine de filature et s’implique totalement dans l’action syndicale au détriment de sa vie privée. Depuis la séparation d’avec son mari, elle a confié la garde de son enfant à une parente. Deux hommes vont prendre une grande importance dans sa vie : d'abord  Beau Masque, puis dans un bal organisé par le parti communiste, elle rencontre Philippe Letourneau, le directeur de l'usine, jeune fils à papa dont les parents possèdent l’entreprise. Amour impossible entre Philippe, le directeur d’usine et Pierrette, l’ouvrière déléguée syndicale. En même temps, son aventure amoureuse avec Beau Masque, contrariée par des difficultés économiques et une vague de licenciements, va déclencher une grande grève et mener jusqu’au drame final et à la mort de Beau Masque.
Pour le film tiré de ce roman, voir Beau Masque ainsi que le lien externe.

### 325 000francs

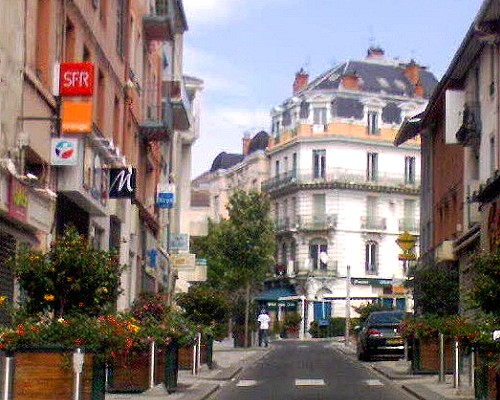
La ville d'Oyonnax

Il s’intéresse aussi aux évolutions de la région, au rapide développement d’Oyonnax  et les difficultés de la condition ouvrière, d’où va naître 325 000 francs, qui terminera cette époque de sa vie et manquera de peu le prix Goncourt. Mais ce ne sera pour Vailland que partie remise. Henri Bourbon, son ami député communiste, rappelait ainsi la naissance de 325 000 francs : « J'allais à Oyonnax avec ma femme voir les gosses. Dans la semaine précédente, on nous avait signalé que les accidents dus aux cadences de travail devenaient de plus en plus nombreux et qu'il fallait qu'on fasse quelque chose pour en finir [...] Alors j'ai dit aux camarades : Je vois bien Roger descendre à Oyonnax une huitaine de jours, faire un reportage là-dessus. » Ce roman naquit ainsi de la même façon que Beau masque.
Dans ce roman, Bernard Busard est un ouvrier, un travailleur compétent et acharné, prêt à tout « pour se faire une place au soleil », un individualiste au regard fixé sur ses objectifs. Il a déjà prouvé dans les courses cyclistes locales auxquelles il participe, son abnégation, sa pugnacité, son courage aussi quand il tombe et remonte sur son vélo, encore marqué dans sa chair par sa chute, même si le succès n’est pas au rendez-vous.
Morel, le directeur de l'équipe et Marie-Jeanne son amie, une jeune lingère qui refuse d’épouser un ouvrier comme Bernard, ne croient pas vraiment en lui. Il n’en demande pourtant pas beaucoup : pouvoir acquérir un petit bistrot bien placé lui suffirait, réunir l'argent nécessaire et quitter Bionnas, cette ville poussée trop vite, s'installer au bord de la Nationale 7, axe routier qui est le symbole du sud, des vacances, de la libération. Son rêve : devenir son propre patron, se libérer de sa condition ouvrière et épouser Marie-Jeanne. Pour leur prouver sa valeur et démontrer qu’il n’appartient pas à la race des vaincus, il décide de défier le sort et sa condition : fabriquer en série un modèle de carrosse en plastique pendant six mois avec une presse à injecter de l'usine Plastoform. Un véritable marathon des temps modernes. Pour arriver à ses fins et faire sa demande officielle à son amie, il devra travailler avec un associé en continu sur une presse à emboutir, produire et produire tant qu’il n’aura pas gagné l’argent nécessaire pour réaliser son rêve. Têtu, tendu vers son objectif, il n’écoutera personne : ni Chatelard, le vieux délégué syndical qui voit bien le piège et lui reproche son individualisme, ni Juliette, jeune femme entretenue par le patron de l'usine, qui tente de le mettre en garde : « Tu ne vois donc pas qu'ils vont t'avoir ? » Mais rien n’y fait, Busard est tout entier dans son univers, imperméable aux autres. On retrouve dans ce roman toute l’atmosphère d’Oyonnax, une petite ville du haut Bugey qui a grandi trop vite, transformant paysans et artisans du buis de cette zone montagnarde de l’Ain, en ouvriers des usines de matière plastique.
Bien sûr, il échouera dans sa tentative de libération individuelle, il sera patron de bistrot manchot, chouchouté par son épouse. Défaite ou en tout cas victoire à la Pyrrhus qu’il paiera au prix fort, meurtri dans sa chair. La réalité est bien différente de son rêve : le petit bistrot n’est qu’un « cube de béton blanc, à côté d'un poste à essence équipé de six pompes automatiques, éclairé aux néons toute la nuit. » Comme Milan, le héros de son deuxième roman Les Mauvais coups ou Duc, le héros libertin et souverain de La Fête, Bernard Busard porte aussi un nom de rapace, mais ici le bel oiseau qui rêvait de s’envoler vers des terres de liberté finira manchot, amputé d’une aile, destiné à passer le reste de sa vie dans son snack-bar le long de la route nationale. La machine qui fabrique à la chaîne les petits carrosses en plastique fabriquait auparavant des corbillards. Curieuse reconversion et symbole symptomatique pour Vailland.
Dans ces deux romans, le narrateur ressemble beaucoup à Vailland : dans Beau Masque, il se nomme Roger, est écrivain et journaliste ; dans 325 000 francs, c’est un féru de courses cyclistes et sa femme est italienne, comme Roger Vailland grand amateur de courses cyclistes, qui a publié plusieurs articles sur le sujet et parlé de son goût pour le vélo dans un court essai De l’amateur, et dont la seconde femme Elisabeth Naldi est italienne.
- « Histoire de 325 000 francs », Christian Petr, Le Magazine littéraire, décembre 1991
- Voir aussi le téléfilm 325 000 francs tourné par Jean Prat en 1964

## Le déclin del'homme nouveau

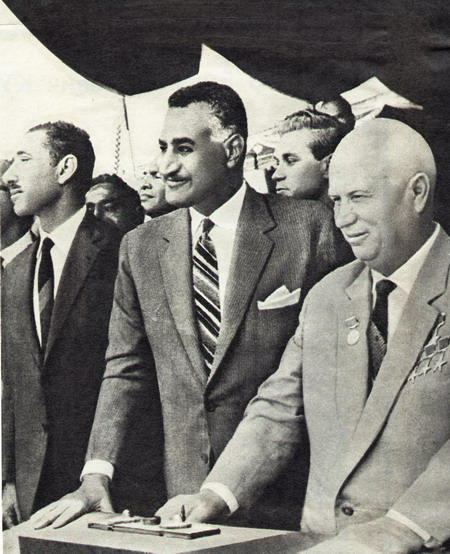
Gamal Abdel Nasser et Nikita Khrouchtchev pendant la cérémonie d'inauguration du Haut barrage d'Assouan.

La défaite, le sacrifice des héros, leur mort enfin, que ce soit Eugène-Marie Favard dans Un jeune homme seul ou Beau masque, apparaît à la fin comme une victoire collective, des lendemains qui chantent, même si Pierrette Amable sait que cette victoire est éphémère, alors que la victoire de Bernard Busard est trop chèrement payée, une simple victoire d’amour-propre qui s’analyse comme une défaite collective des ouvriers des usines de matière plastique. Il n’est qu’un électron libre qui n’a aucune valeur d’exemple, alors que les autres, Rodrigue, Eugène-Marie Favard, Pierrette Amable sont les maillons nécessaires d’organisations qui, à longue échéance, seront victorieuses.
Roger Vailland et sa femme Elisabeth considèrent cette période pourtant difficile pour eux sur le plan matériel comme la plus heureuse de leur vie. Leurs conditions matérielles vont s’améliorer et en 1954, Roger et Elisabeth se marient puis à l’automne s’installent à Meillonnas, un village du Revermont à douze kilomètres de Bourg-en-Bresse. Mais en 1956, le XXe congrès du parti communiste soviétique ruine ses illusions. Il tâtonne, poursuit ses recherches sur des thèmes qui lui sont chers comme le libertinage ou la souveraineté qu'il avait déjà entreprises dix ans plus tôt, au lendemain de la guerre dans les courts essais qui suivirent la publication de Drôle de jeu, qu’il réunira bien plus tard en 1962 dans un recueil d'essais sous le titre Le regard froid.
Ainsi à partir de 1956 et de la publication de son Éloge du Cardinal de Bernis, la notion de « l’homme de qualité » succède au Bolchevik, à l’homme nouveau. Cette dissociation, il la supportera très mal et, malgré les voyages qu'Élisabeth lui organisera — en particulier celui à l'île de La Réunion en 1958 — il éprouvera beaucoup de difficultés à surmonter sa dépression, « je suis comme mort » dira-t-il après la déstalinisation en 1956. Lui qui a toujours voulu être en phase avec l'histoire, qu'il a réalisée avec ses engagements depuis 1943, qui y a puisé son inspiration, a du mal à accepter les évolutions historiques.
Que vienne le temps des ruptures et c’est l’homme Vailland qui se trouve en difficulté, qui est comme son personnage de La Loi « un homme désoccupé ».

## Du roman au théâtre
Trente ans après sa publication sous forme de roman-feuilleton, 325.000 francs est adapté au théâtre [Quand ?] [Où ?] par [Qui ?]. Lors de sa publication, il a été considéré comme un roman symbole, objet de nombreux débats, sur les questions importantes qu'il soulevait et qui agitaient l'époque. Il s'agit avant tout, au-delà de sa dimension militante, du parcours initiatique d'un homme à travers sa passion pour le cyclisme, sa relation aux autres, au travail et à l'amour.
L'adapter pose une question de décalage historique, celui de la transposition de l'œuvre dans un autre contexte, sans tomber dans le théâtre-récit largement répandu dans les années quatre-vingt. Sur les 18 tableaux définis dans l'adaptation, seuls le premier et le dernier se présentent sous forme de récits, le corps de la pièce étant dialogué en scènes dans une transcription la plus proche possible des dialogues du roman. L'action se déroule essentiellement dans quatre décors différents :
- le bar le petit Toulon ;
- la chambre de Marie-Jeanne, future femme de Busard ;
- l'atelier ;
- le foyer des Busard.

Trois scènes inédites ont été ajoutées suivant les notes de Vailland et des références puisées dans Beau Masque et Drôle de jeu. Il a fallu aussi donner plus d'importance à des personnages secondaires dans le roman pour rééquilibrer l'ensemble de la pièce et construire des rôles plus intéressants. C'est justement cette possibilité d'incarnation dramatique que donne le théâtre, qui permet de retranscrire toute l'intensité qui se dégage du roman, le combat de Bernard Busard avec sa machine, ce pari insensé qu'il s'est lancé à lui-même.

### Articles de Roger Vailland
- « Cyclisme, défense de l'amateur », Les Nouvelles littéraires, 5 décembre 1957
- « Carnet de route de la campagne électorale dans l'Ain », L'Humanité dimanche, janvier 1956[Laquelle ?]

### Cinéma et télévision
- La Grande Lutte des mineurs, court-métrage documentaire, Louis Daquin, commentaire de Roger Vailland, Ciné archives, 1948
- Interviews de Roger Vailland par Pierre Dumayet et Pierre Desgraupes, Lectures pour tous, Jean Prat, (ORTF /Archives de l’INA), 1957-1960